# Седам (филм)
Седам (енгл. Seven; стилизовано и као енгл. Se7en - Се7ам) је амерички неоноар психолошки криминалистички трилер из 1995. године, режисера Дејвида Финчера, по сценарију који је написао Ендру Кевин Вокер. Главне улоге играју Морган Фриман, Бред Пит, Гвинет Палтроу, Кевин Спејси, Р. Ли Ерми и Џон К. Макгинли. Радња филма прати Дејвида Милса, детектива који се удружује са пензионисаним Вилијамом Самерсетом да би пронашао серијског убицу који користи седам смртних грехова као мотив у својим убиствима.
На сценарио је утицало време које је Вокер провео у Њујорку покушавајући да успе као писац. Филм је сниман у Лос Анђелесу, док је последња сцена снимљена у близини Ланкастера, Калифорнија. Буџет филма је износио 33 милиона долара.
Реализован 22. септембра 1995. године, Седам је био седми најуспешнији филм те године, са зарадом од преко 327 милиона долара широм света. Добио је позитивне критике од стране критичара, који су посебно похвалили мрачни стил, бруталност и теме филма. Номинован је за награду Оскар у категорији за најбољу монтажу, али изгубио је од филма Аполо 13.

## Радња
У непознатом граду, детектив Вилијам Самерсет се спрема за пензију и напуштање ужаса града. Пре него што се то догоди, додељују му партнера Дејвида Милса, дрског, младог и темпераментног полицајца из провинције. Њих двојица истражује убиство морбидно гојазног мушкарца који је нахрањен шпагетама док му трбух није пукао. Самерсет истражује ово убиство док је Милсу додељен случај убиства јавног бранитеља Елија Гулда у чијој канцеларији је на поду крвљу исписано „Похлепа”. Убрзо након тога, Самерсет проналази натпис „Прождрљивост” написан иза фрижидера гојазног човека, након чега схвата да серијски убица темељи своје злочине на седам смртних грехова, што значи да их је остало још пет.
Како би спријатељила Милса и Самерсета, Милсова супруга, Трејси позива Самерсета на вечеру. Након што је Трејси отишла у кревет, њих двојица почињу са прегледом доказа. Проналазе слику Гулдове жене са исцртаном крвљу око очију. Детективи посећују сметену госпођу Гулд у сигурној кући и показују јој фотографију апстрактне слике. Она примећује како је слика окренута наопако. Наносећи прах на зид иза слике, Самерсет проналази отиске прстију који означавају речи „Помозите ми”.
Након што су прегледали отиске у бази података, траг их дан касније одводи до педофила познатог као Виктор који је избегао оптужбу за силовање захваљујући свом адвокату, Елију Гулду, жртви похлепе. Специјалци и детективи упадају у његов стан и проналазе Виктора као жртву „лењости”. Завезан је за кревет тачно годину дана, о чему сведоче фотографије у стану; једна усликана сваки дан до дана кад је пронађен. Виктор је жив, али у катастрофалном стању јер је претрпео тешка физичка и ментална погоршања. Рука му је одсечена како би се могли оставити отисци. Те вечери, Трејси зове Самерсета и тражи од њега да се састане са њом. Следећег јутра, Самерсет се састаје са Трејси у ресторану где му она каже како се осећа јадно у „граду”. На Самерсетово инсистирање, Трејси му открива истину зашто је се заправо хтела да се састане са њим; она је трудна и боји се да одгаја дете овде где сада живе и плаши се да то каже Дејвиду.
Касније тог дана, користећи се контактом у ФБИ-ју, Самерсет из библиотеке добија попис људи који су позајмљивали књиге повезане са седам смртних грехова. Попис води детективе до човека званог Џон Доу, чији стан убрзо посећују. Доу их, скривеног лица, угледа при доласку кући и извлачи пиштољ. Након дуге потере, Доу удари Милса металном шипком, принесе му пиштољ на главу, али му поштеђује живот и одједном побегне. При прегледу Доуовог стана (након што су потплатили станара да исприча како је звао детективе због Доуа) проналазе бележнице са његовим мислима, злочиначке трофеје и слику Милса како одгурује Доуа који је тада био прерушен у фотографа. Проналазе и фотографију младе жене, проститутке, за коју верују да би могла бити следећа жртва. Потврда их одводи до садомазохистичке продавнице где је Доу оставио наруџбину за посебну сексуалну направу. Девојку убрзо проналазе у соби са вратима на којима пише „Пожуда”. У тој соби проналазе и уздрманог човека кога је Доу присилио да стави накитњак са причвршћеном оштрицом и да силује и убије девојку.
Следећег јутра проналазе мртву манекенку, а на месту злочина проналазе натпис „Охолост”. Доу јој је одрезао нос и дао јој избор између самоубиства таблетама за спавање или позива у помоћ, али тиме живот са унакаженим лицем. Док се детективи враћају у полицијску централу, Доу им прилази крвавих руку (отклонио је кожу са прстију како би избегао идентификацију) и предаје се. Састаје се са адвокатом и пристаје да ће признати убиства ако одведе Самерсета и Милса до два преостала тела. Тражећи признање, детективи пристају. Док путују градском пустињском периферијом, Доу објашњава логику својих убистава као начин да покаже људима шта свет заправо јесте, а у исто време да казни грешнике. Kаже да ће остати упамћен и да ће му се дивити за оно што је направио. Милс полуди и почиње да виче на њега, док Самерсет остаје миран, али забринут.
Дошавши на место за које им је Доу рекао, појављује се комби и Самерсет га зауставља. Возач тврди како му је Доу платио 500 долара да достави кутију на то место у то време. Самерсет отвара кутију и одступи због ужаса који је видео. Почиње да довикује Милсу да не слуша Доуа, а Доу признаје Милсу да се дивио његовом животу до те тачке да је постао љубоморан због његове жене и љубави коју су делили. Говори му да је покушао да „глуми мужа” са Трејси тог дана, али није му успело па је узео сувенир, „њену лепу главу”. Испоставља се да је све ово био Доуов план, да га Милс убије јер је крив због „зависти”. Такође открива Милсу да је Трејси била трудна. Милс, успркос Самерсетовом преклињању, остаје превише шокиран женином смрћу и сазнањем да је била трудна, па више пута упуцава и убија Доуа. Милс, убивши Доуа у освети, починио је грех „гнева” и тиме комплетирао Доуов план. Након што су пораженог Милса одвели, Самерсет изјављује да ће остати у полицији, одгодивши пензију.

## Улоге
| Глумац          | Улога                               |
| --------------- | ----------------------------------- |
| Морган Фриман   | детектив поручник Вилијам Самерсет  |
| Бред Пит        | детектив Дејвид Милс                |
| Гвинет Палтроу  | Трејси Милс                         |
| Кевин Спејси    | Џон Доу                             |
| Р. Ли Ерми      | полицијски капетан                  |
| Џон К. Макгинли | Калифорнија                         |
| Џули Араског    | госпођа Гулд                        |
| Ричард Раундтри | окружни тужилац Мартин Талбот       |
| Ричард Шиф      | Марк Свор                           |
| Марк Бун млађи  | масни човек из ФБИ-а                |
| Мајкл Маси      | мушкарац у кабини за масажу         |
| Лиланд Орсер    | човек приморан да убије проститутку |